# Marie-José Van Hee

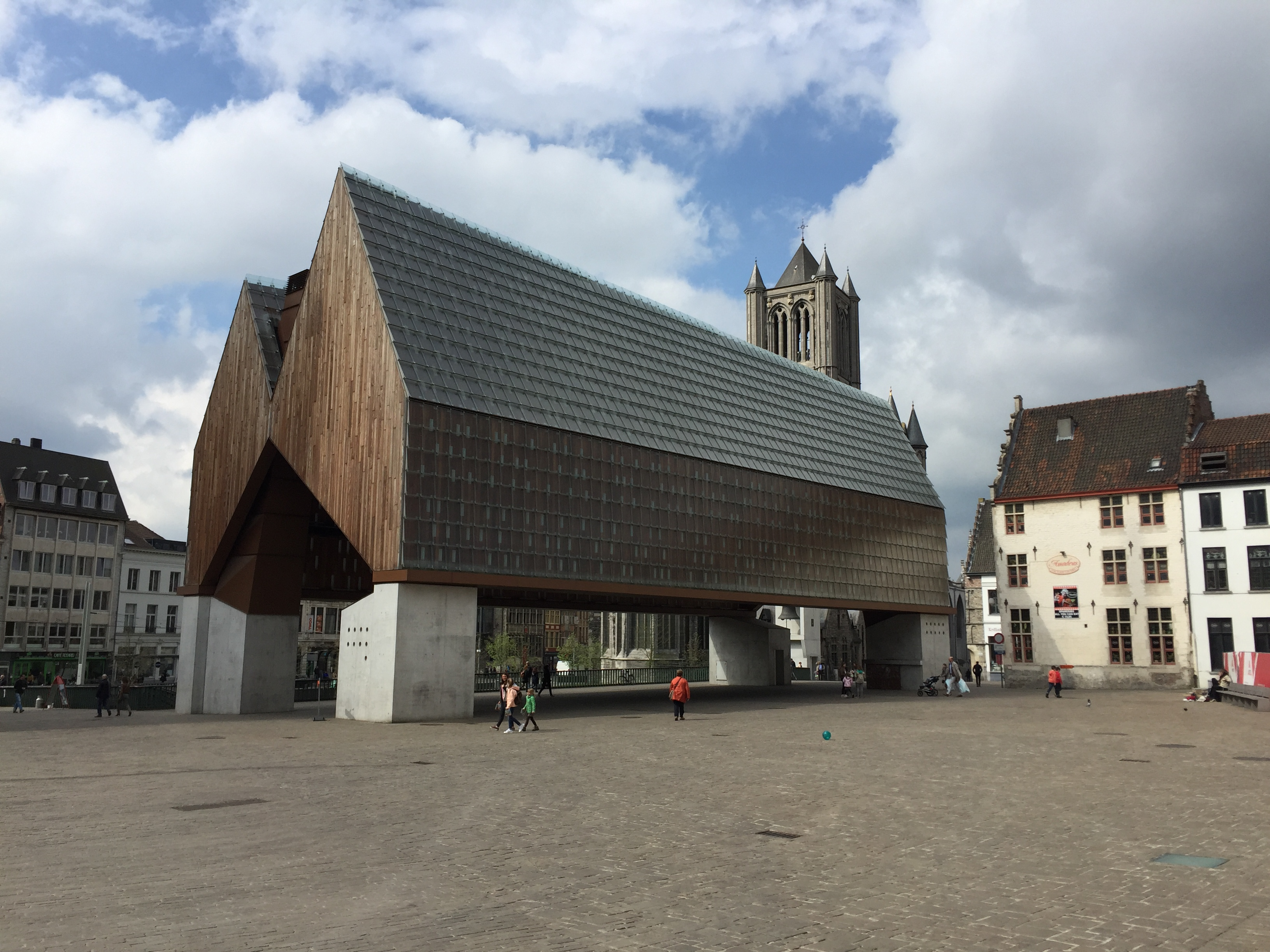
Ayuntamiento de Gante, Marie-José Van Hee

Marie-José van Hee (Gante, 21 de mayo de 1950) es una arquitecta belga.

## Formación
Estudió arquitectura licenciándose en el Instituto Superior de Arquitectura Sint-Lucas (Hoger Architectuurinstituut Sint-Lucas). Fundó su propio estudio en la misma ciudad a partir del año 1975.

## Trayectoria
Desde 1990 trabajó en muchas ocasiones en estrecha colaboración con el estudio Robbrecht & Daem architecten, con quienes comparte una oficina en Lieremanstraat en Gante.
Lidera su propia oficina donde desarrolla proyectos de diversas escalas.
Trabajó durante muchos años como docente de Proyectos Arquitectónicos en el Departamento de Arquitectura de la Escuela de Arquitectura Saint-Lucas. Actualmente, es profesora invitada en la ETH de Zúrich. Ha impartido conferencias en diversas ocasiones en Europa, y trabajado como conferenciante invitada y crítica en varias universidades en Bélgica, Holanda y Suiza.

## Reconocimientos
Sus trabajos han sido galardonados con varios premios tanto a nivel nacional como internacional. Ha recibido dos veces el Premio Provincial para la Arquitectura (en 1993 y 2003, el Province Oost-Vlaanderen; en 2013, el Province Vlaams-Brabant) y sus proyectos de reconversión del centro de las ciudades de Deinze y Gante han recibido el Premio Bouwmeester en 2013.
Fue designada candidata al Dutch Abe Bonnemaprijs 2013 y propuesta en dos ocasiones para el Mies Van der Rohe European Prize for Architecture: en 1999 para el proyecto de su propia casa y en 2013 para el Mercado de Gante. Participó en la XIII Bienal de Arquitectura de Venecia invitada por su curador David Chipperfield, y recibió el Premio Cultural Bianual para la Arquitectura de la Comunidad Flamenca en 1997.
Es miembro de la Real Academia Flamenca de Ciencias y Artes de Bélgica desde el 2008.